# Alison Cheek
Pour les articles homonymes, voir Cheek.
Alison Cheek, née le 11 avril 1927 à Adélaïde (Australie) et morte le 1er septembre 2019 à Brevard (Caroline du Nord), est une religieuse américaine membre de l'Église épiscopalienne des États-Unis. Elle est l'une des premières femmes américaines ordonnée prêtre au sein de cette Église. 
En août 1974, elle devient vicaire à l'église Saint-Étienne de l'Incarnation, à Washington. En novembre 1974, elle devient la première femme à célébrer la communion dans une église épiscopalienne, malgré la défiance de l'évêque diocésain.
En 1975, elle fait partie des personnalités de l'année selon Time Magazine parmi « Les Américaines ».

## Biographie
Alison Cheek est née le 11 avril 1927 à Adélaïde, en Australie du Sud-ouest, où elle a obtenu son diplôme de l'université d'Adélaïde en 1947 et s'est mariée avec son professeur d'économie, Bruce Cheek. Le couple déménage à Boston pour sa bourse à l'université Harvard puis revient en Australie deux ans plus tard. Ils retournent aux États-Unis en 1957 lorsque Bruce est embauché par la Banque mondiale à Washington.
Cheek devient une dirigeante laïque de l'église épiscopalienne St. Alban à Annandale lorsque son recteur l'encourage à suivre des cours au Virginia Theological Seminary, car on lui demande de plus en plus de diriger des programmes à l'église. Elle est admise au programme BD[Quoi ?] du séminaire en 1963. Avec quatre jeunes enfants à la maison, son évêque la dissuade de penser à l'ordination et il lui faut six ans pour terminer ses études à temps partiel. 
Après avoir obtenu son diplôme du séminaire, elle est engagée comme ministre laïque à la Christ Church d'Alexandria, où elle est responsable du ministère pastoral et est autorisée à prêcher quelques fois. Elle a ensuite commencé à s'entraîner et à travailler avec les centres de consultation et de consultation pastorales du Grand Washington et l'Institut de psychothérapie pastorale de Washington. Elle est ensuite retournée à St. Alban pour poursuivre son ministère pastoral en tant que laïque. Finalement, cependant, son recteur l'encourage à entrer dans le processus d'ordination dans le diocèse de Virginie et elle est ordonnée première diacre au Sud le 29 janvier 1972. 
Lorsque la Chambre des députés vote contre l'ordination des femmes en 1973, Cheek travaille avec d'autres femmes et sympathisantes pour changer les idées de l'église. Le 29 juillet 1974, elle et dix autres femmes sont ordonnées à l'église de l'avocat à Philadelphie. En août, elle est nommée prêtre auxiliaire de l'église Saint-Étienne et de l'Incarnation à Washington. En novembre, elle devient la première femme à célébrer l'eucharistie dans une église épiscopalienne, au mépris de l'évêque diocésain. Elle est également devenue active dans des groupes marginalisés tels que le mouvement gay, le mouvement noir et les femmes vivant dans la pauvreté, se tenant aux marges de l'église pour exercer son ministère. 
En 1976, le magazine Time la nomme l'une des douze femmes de l'année pour son plaidoyer et son action en faveur de l'ordination des femmes. Plus tard, elle servt à la Trinity Memorial Church à Philadelphie avant de reprendre ses études à la Episcopal Divinity School à Cambridge (Massachusetts), où elle devient directrice des études féministes sur la libération en 1989 et obtient son D.Min.[Quoi ?] en 1996. En 1996, elle rejoint le Greenfire Community and Retreat Centre à Tenants Harbor, dans le Maine, où elle est facilitatrice[Quoi ?], enseignante et conseillère. Elle a par la suite commencé à travailler pour l’église épiscopalienne St. Peter de Rockland.
Alison Cheek est morte chez elle à Brevard, le 1er septembre 2019.